# Dasypus sabanicola
Tatou à long museau du Nord
Espèce
Statut de conservation UICN

 NT  : Quasi menacé
Le Tatou à long museau du Nord, Dasypus  sabanicola, est une espèce de tatous de la sous-famille des Dasypodinae. Il a été décrit par Edgardo Mondolfi (de) en 1968.

## Répartition

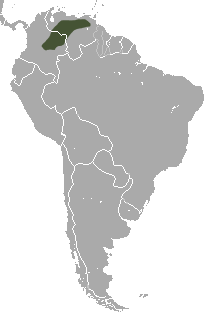
Répartition de l'espèce en Amérique du Sud.

Le tatou à long museau du Nord vit près de formations calcaires au Venezuela et en Colombie.

## Reproduction
Une caractéristique remarquable des tatous à long museau réside dans leur mode de reproduction par la polyembryonie obligatoire, unique au sein des Vertébrés. Dans le phénomène de polyembryonie monozygotique, un ovule fécondé unique aboutit à la formation de plusieurs embryons par partition du blastocyste en plusieurs parties égales après son implantation dans l’utérus. Ce mode de reproduction particulier a été rapporté chez les quatre espèces du genre Dasypus où il a été recherché : Dasypus novemcinctus, Dasypus sabanicola, Dasypus kappleri, Dasypus hybridus.
Ainsi, Dasypus sabanicola donne systématiquement naissance à des quadruplés génétiquement identiques.
L’apparition de la reproduction par polyembryonie systématique chez les tatous est généralement interprétée comme une réponse physiologique imposée par la forme particulière de l’utérus de ces espèces, qui ne présente qu’un seul site d’implantation pour le blastocyste.